# Canal Gasteiz
Canal Gasteiz fue un canal de televisión local en la localidad alavesa de Vitoria, capital del País Vasco, al norte de España. También destacaba por su liderazgo en la televisión alavesa.[cita requerida]

## Historia
Canal Gasteiz, era el nombre comercial de la empresa Canal Gasteiz Televisión, situada en Vitoria, Álava, en la comunidad autónoma del País Vasco (España). Tenía la figura jurídica de Sociedad anónima. La empresa tenía los mismos accionistas que Gipuzkoa Telebista y Canal Bizkaia.
Canal Gasteiz era una televisión local de ámbito provincial alavés que emitía su programación tanto por ondas terrestres como por el paquete de televisión por cable de Euskaltel. Además emitía por TDT en toda la provincia de Álava.
A finales de 2008 con la desaparición de la marca Localia Televisión y el cierre de Pretesa, algunas de las televisiones asociadas optan por cambiar su denominación comercial. Entre ellas Localia Gasteiz, que adopta el nombre de Canal Gasteiz. El cambio apenas afectó a la evolución del canal puesto que se optó por una programación ajena continuista con el proyecto y se mantuvo inalterable la producción local.
El los últimos años, sus emisiones no propias, formaban parte del distribuidor de contenidos Contenalia.[cita requerida]
En febrero de 2012 finaliza sus emisiones.

## Logotipo
En sus inicios, su mosca se situaba en parte inferior derecha de la pantalla. Se trataba de un cuadrado con un corazón de color rojo en el interior. Debajo del cuadrado podía leerse CANAL GASTEIZ.
En su quinto aniversario modificaron el corazón añadiéndole el 5 del aniversario.
Años después, con la creación de Localia Gasteiz el logotipo se trasladó a la parte superior izquierda de la pantalla. El logotipo era un rectángulo mitad azul marino, mitad blanco con una C y una G en negativo al color en cada una de las partes del rectángulo. En la parte superior derecha de la pantalla podía verse el logotipo de Localia. Tras la desaparición de Localia, el logotipo actual sigue siendo el mismo que anteriormente, salvo la ausencia del logotipo de Localia.

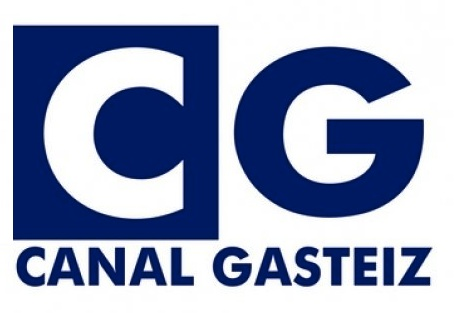
Último logotipo